# Zelim Bakaev
Zelimkhan Khoussainovich Bakaev (em russo:  Зелимхан Хусаинович Бакаев; Grozny, República Chechena, Rússia, 23 de abril de 1992) é um cantor checheno-russo. Ele desapareceu em 8 de agosto de 2017 após a suposta tortura pelas autoridades chechenas como parte da perseguição anti-homossexual na Chechênia. Alguns relatos da mídia dizem que ele esta morto como resultado de sessões de tortura.

## Carreira
Zelim Bakaev (às vezes Bakayev) nasceu dos pais Khoussain e Malika Bakaev em Grozny, a capital da República da Chechênia. Apaixonado pela música, ele começou a cantar ainda jovem e tornou-se popular na Chechênia, Ingushetia, Daguestão e, eventualmente, em toda a Rússia. Em 2013, participou dos Prêmios Vainakh. Seu grande intervalo veio com singles como "Мичахь хьо лела безам", "Мне не хватает тебя", Доьхна Дог e "Нана" ("Nana em inglês). Em 2017, ele pediu para entrar no New Star Factory  da televisão russa Muz-TV.

### Desaparecimento
Em 6 de agosto de 2017, Bakaev viajou para Grozny para assistir ao casamento de sua irmã. Ele voltou a Moscou poucos dias depois, quando estava programado para participar de um concurso musical russo no dia 10 de agosto. Em 8 de agosto, ele teria sido preso por forças de segurança, conforme duas testemunhas oculares relataram para a Dozhd TV. O telefone celular de Bakaev também foi desativado no mesmo dia. As especulações diziam que sua prisão era por conta da suspeita de ele ser homossexual. As autoridades chechênias declararam uma campanha anti-LGBT, com muitos relatos de perseguição de homossexuais no país. Bakaev foi anteriormente proibido de qualquer aparição pública na Chechênia. A mãe de Bakaev, Malika, e sua tia, receberam uma mensagem de que Bakaev havia "deixado" a Chechênia. Em 18 de agosto, Malika apresentou um pedido de desaparecimento de seu filho e, em 22 de agosto, solicitou ao Conselho de Direitos Humanos exigindo esclarecimentos deles e do Ministério do Interior checheno. O ministro checheno das Relações Exteriores e da Informação negou qualquer envolvimento das autoridades locais. A polícia chechena afirmou que Bakaev havia comprado um bilhete para um trem de Nalchik para Moscou, com chegada em 11 de agosto. Em 15 de setembro, a organização estadunidense de direitos humanos Human Rights First instou o Departamento de Estado dos Estados Unidos a intervir com as autoridades russas sobre Zelim Bakaev. Em 16 de setembro de 2017, a mãe do cantor apelou publicamente ao presidente checheno Ramzan Kadyrov perguntando sobre seu filho, mas em 18 de setembro, o Ministério do Interior da Chechênia se recusou a abrir uma investigação criminal sobre o desaparecimento de Bakaev. Em 24 de setembro de 2017, um vídeo suspeito surgiu com um homem que alegava ser Bakaev e que dizia que ele estava agora na Alemanha. Mas muitas discrepâncias eram evidentes, incluindo a natureza forçada do vídeo, o mobiliário russo, além de uma marca de bebida alcoólica russa não encontrada na Alemanha. Um alto diplomata da missão da União Europeia na Rússia também confirmou que Bakaev não atravessou a fronteira de nenhum dos países do Espaço Schengen em agosto ou mais tarde. Em outubro de 2017, a imprensa internacional e, principalmente, a mídia LGBT, alegaram que o cantor havia morrido como resultado de tortura nas mãos da polícia chechena como parte de seu expurgo anti-gay.